# Chalet alpin du Tour
Le chalet alpin du Tour est un refuge de France situé sur la commune de Chamonix-Mont-Blanc, au hameau du Tour, au pied du glacier du Tour et du col de Balme.
Il est situé sur le sentier de grande randonnée Tour du Mont-Blanc.

## Situation
Le refuge est situé à environ 12 km au nord de Chamonix-Mont-Blanc et à 10 km de la frontière suisse.
Cette situation permet à ses occupants de grimper ou randonner sur les plus célèbres montagnes d'Europe.